# CØDE:BREAKER 法外制裁者
《CØDE:BREAKER 法外制裁者》（日語：コード：ブレイカー），是漫畫家上條明峰所繪畫的少年漫畫。該漫畫作品於2008年至2013年在日本漫畫雜誌《週刊少年Magazine》（講談社）中連載，話數表示是「code:○」。電視動畫於2012年10月6日開始播出。

## 故事概要
櫻小路櫻是一名普通女高中生，某天，在乘公共汽車回家的途中，看見一名用藍色火焰來焚燒別人的黑髮青年。隔天，櫻趕到案發現場，卻沒有任何屍體，警方亦只當一般火災事故處理。沮喪的她回到學校，遇見和那位黑髮青年長得一模一樣的轉學生大神零。大神零的真實身份是....

## 登場人物

### 主要角色
大神零（Oogami Rei，聲：岡本信彥）
男主角。外觀黑短髮，16歲，身高175cm，體重58kg，生日12月31日，左手戴著黑色皮革手套，表面是個溫和有禮的普通高中生，實則是個對感情冷漠的傢伙，雖然會裝出笑臉但是和任何人都保持距離，臉上幾乎不會表現出心情狀態，只是一直裝笑臉的撲克臉一個。原本是負責觀察身為稀有品種的小櫻，但漸漸受其影響，感情變的比較豐富。曾經在「搜尋者」將櫻小路 櫻綁走時變得心神不寧，本人說是因為任務失敗所致，平家則對此提出質疑，實際上對櫻有一定程度的在意與信任。在最後虛無化爆發時，大神為了救櫻小路，並承認自己對櫻小路的情感。
CØDE:BREAKER編號：06
異能：
本身擁有和「皇帝」一樣的異能七之烈焰，是地獄皇帝系譜的繼承人，小時候就把地獄七魔全部收服，是自「CØDE：EMPEROR」後唯一一個能夠掌握全部七炎的人。但是因為12月32日事件失去左手將死之時，被移植了超高異能者「CØDE：EMPEROR」的左手，也因此無法使用自己的七炎，但是相對的卻因為和「CØDE：EMPEROR」定下契約所以可以在支付代價後使用「CØDE：EMPEROR」的七炎。七炎本為相的剋存在，同時間使用會令身體有很大負擔，更可能反被七炎所吞噬，但只要選擇了和惡魔成為朋友而臣服它們，就可令七炎不再相剋而是相生，甚至連「虛無化」也能燃燒。
- 藍色的煉獄業火──撒旦「Satan」：得到左手時以味覺當代價。左手產生出的藍色火焰，可以把接觸到的一切，燃成灰燼。也可將火焰種在目標人物的體內直至死亡，一旦目標人物做出了罪惡之事時，火焰就會立刻將目標人物燃燒殆盡。將左手的戒指拿下，本應喪失能力的狀況下卻又能夠繼續使用異能，甚至更能發揮力量，將人見的閃電和電流全部抵銷，並進行遠距離攻擊，不過事後卻喪失當時的記憶。與搜尋者對決的時候藍色火焰完全覺醒，整隻左手都化為藍色火焰並且連精神都可以燃燒，威力強到連小櫻的稀有種力量都無法消除。
- 黑色的邊獄烈火──貝爾菲格爾「Belphegor」：以遊騎給大神的異能「聲音」作為代價。在和遊騎對戰時陷入死亡邊緣，在地獄和「皇帝」確認了自己的目的與覺悟後，從「皇帝」那裡得到了燃燒七宗罪的七色火焰中的第二種，其能力是燃燒異能，因此不但對非異能者無效，更能保護他們免受異能傷害。
- 雙色的冥府雙燈火──馬蒙「Mammon」：在和刻對戰時，大神零憑藉皇帝給予的線索，覺悟出雙頭鳥馬蒙雙刀型態的火焰–雙色的冥府雙刀火，兩種不同溫差的火焰，高溫的紫炎與低溫的澄炎，藉由高低溫差互相交集和擠壓讓氣壓發生變化，形成巨大的火龍捲，可以輕易的超越鋼鐵的熔點。七種火焰中群體攻擊最強，其威力強到只要在攻擊範圍內，即使是刻的連環磁擊砲也都能輕易燒斷掉。
- 無色的地獄淨火──六翼熾天使別西卜「Beelzebub」：在和刻對戰時，自己覺悟出六翼墮天使蒼蠅王型態的火焰，最後以死後的〝心臓〞作代價令別西卜完全臣服。擁有使空氣和大地升溫到足以消去地磁氣、融化鋼鐵的超高溫裁決之火。真正的火焰型態是大神和六翼墮天使同化成為一體，這時大神會身著斗篷而身體則呈現半消失狀態只看的部份身軀以及化作骷髏的右手，而四周則會有無色的火焰如同鎧甲般散佈著不讓任何人靠近，火焰打上天空後會化成無色的火焰雨降下，一瞬間將雨所覆蓋之處全部燃燒殆盡並淨化一切。
- 銀白色的陰府怪火──海獸利维坦「Leviathan」：在與雷鬼眼鏡對戰中使用的火焰，代价属于“交易性”，提供“嫉妒”作為惡魔食糧，換来相應價值力量的白銀色火焰。有着與其他火焰截然不同的外貌——冰。火就等於熱，而其火焰能力是燃燒熱力，即被燃消一方的身體及四周的熱量被其奪走，造成绝對零度的現象，可將其永遠冰封或粉碎物體。
- 虹色的爆炎地獄──阿斯摩德「Asmodeus」：原本在黑門寺曾知那裡，但大神以自己的"嗅覺"當作代價及自身魅力，令阿斯摩德解除與黑門寺曾知的契約後才得以使用的火焰。特別迷惑男性的火焰，被燃燒的人會被色情的幻覺所魅惑，而被幻覺所征服的人不會再醒。真正的火焰型態是爆炸的火焰，爆炸時會在四周產生金屬和化學反應，映照出一切的色彩，引發更巨大的破壞力。
- 藍色的煉獄業火──地獄王路西法「Lucifer」：墮天使路西法墮落到地獄後化身為撒旦，所以路西法的火焰和第一種火焰同樣是藍色的火焰。是藍色的煉獄業火──撒旦火焰的升級版。這火焰同時擁有約束及融合其餘六種火焰的能力。

異能喪失形態：體溫降低→身體的半透明化。
口頭禪：「以眼還眼，以牙還牙，以惡制惡！」、「燃燒成灰燼吧！」
綽號：色神（刻編的謊和小櫻的行為令大家誤解所造成）、陰暗混蛋（小神）
加入原因：為了找到並殺死某個男人──搜尋者。
櫻小路櫻（Sakurakoji Sakura，聲：日笠陽子）
女主角。紫色長髮，身高163cm，46kg，B型，生日每月3日，正義感超強，外表雖然給予人一種楚楚可憐的感覺。實際上擅長各種格鬥技（合氣道3段、空手道柔道4段、握力51公斤），也很喜歡看和格鬥有關的雜誌而且腕力很強（高處掉下好幾袋20公斤麵粉也可以擋下）。黑幫「鬼櫻組」首領的掌上明珠，實為養女，對5歲前的記憶不太記得。有著能藉著嗅覺分辨他人的能力，也能分出大神的笑容是真是假。無法認同大神「惡人沒有活著的資格」的觀點，決定和大神一起行動，監視他以阻止他殺人。食量超大，害怕煙火。根據平家所說，櫻的生母實際上是百年前創立守護異能者的自警組織「伊甸」的創世四傑之一──櫻小路 櫻子，其正直坦率的個性似乎也是遺傳於她的生母。而其實際生父即是涉谷莊的涉谷。曾因絕望而被惡之遺傳基因呑噬，因而把「虛無化」再釋放並成為破壞女王。最後被大神所救回復意識。
被「CØDE:BREAKER」稱為「稀有品種」又譯「珍種」，可使異能無效化，但一開始本人似乎毫不察覺，在被青葉刺傷並瀕死之時，受到搜尋者給的「星星的記號」所救時，回憶起往事，了解到「稀有品種」是唯一能將異能的泉源－生命力抹殺的存在，能在瞬間殺死異能者，有如死神一般的存在。
異能喪失形態：變成像人偶般的大小
綽號：喵丸（遊騎認為她充滿正義感）、笨蛋稀有品種（刻）、木偶頭（小神）
小狗（聲：儀武祐子）
「狗」的孩子，在「狗」死去之後由櫻收養，似乎比較喜歡黏著大神，但常常跟著櫻行動。綽號：抹布（小神）。

### 伊甸

#### CØDE:BREAKER
平家將臣（Heike Masaomi，聲：木村昴）
CØDE:BREAKER編號：02
零及櫻的學校的學生會書記，外觀白短髮、土黃色眼眸、沒有眉毛，180cm，72kg，外表是17歲，但其實過了一百歲。負責鑒定其他「CØDE:BREAKER」是否有正確地執行制裁罪惡的審判者，喜歡看SM的書籍，並且能在任何場合下喝下午茶。一直隱藏身份屈身於「CØDE:BREAKER」之中，實際上是百年前創立守護異能者的自警組織「伊甸」的創世四傑之一，因為景仰皇帝所以想得到皇帝的左手使用皇帝的異能。持有大神的第四之炎–無色的地獄淨火的鑰匙。奪走了雪比奈的「生命」的人，但其真正目的是為了保護他而不讓其白白犧牲。因為對12月32日慘案懷有內疚，認為自己對虛無化的產生有著無可推脫的責任而加入『Code: Breaker』，希望最終能消除潘多拉之盒中的虛無化能量而暗中與天使合作。
異能:
光: 可以把光轉化為鞭子或利刃使用或透過光通過網路收集情報。因沒辦法控制異能而靠特製的衣服進行束縛與抑制，一旦脫下衣服，異能就會解放，不分敵我將周圍全部破壞。不過也因此很容易就喪失異能。
異能喪失形態：不明（據說很可怕）。因為會在被人看見前就穿上盔甲且說「變成了不能見人的樣子」。目前只知道刻以前有看過其面貌。
口頭禪：「以眼還眼，以牙還牙，賜死者永恆之沉睡！」、「你是壞孩子！」。
綽號：變態（刻）
天寶院遊騎（Tenpoin Yūki，聲：豐永利行）
CØDE:BREAKER編號：03
紅髮紅眼的關西腔少年，165cm，是經營許多大公司的社長，家裡很有錢，很會玩股票。因為不喜歡讀書，所以年僅12歲就從英國的劍橋大學跳級畢業。個性自由奔放，一旦發怒會展開無差別攻擊，在某種意義上算是最兇暴的「CØDE:BREAKER」，因此大神說過遊騎的地雷，也就是扯到喵丸(聲：伊藤加奈惠)的事，例如喵丸被弄髒、想要的喵丸系列商品得不到等等，絕對踩不得。
在「CØDE:BREAKER」成員裡是最隨性的一個，討厭伊甸和平家也因為不想工作所以就不接伊甸的工作。其實和時雨一樣是被伊甸創造出來的異能者（身上有條紋碼），因為其特殊能力–生命之音，而被稱作伊甸的禁斷果實“蘋果”，非常喜歡喵丸，睡覺時眼睛是睜開的，身上有著牛奶的味道（櫻小路 櫻所言）。
異能:
聲音: 以音速來高速移動、能清楚聽見遠方的聲音及以音波攻擊。戰鬥型態「鮮紅音律」是把全身用高密度的超音波包覆將體內進行超活性化，進入此狀態後連覺醒後的藍色火焰也無法碰觸無法燃燒。
生命之音: 是遊騎體內一直未覺醒的能力，於漫畫第１９集因[X印]的信任和想幫助他們的心，覺醒其內在潛能－生命之音。覺醒後力量會極大提升並能聽到別人心中的想法，夢想。覺醒特徵：頭髮會變長，身體會長高，臉也變得成熟。
異能喪失形態：貓。
加入原因：因為討厭伊甸，才要在伊甸底下工作。實際是為了自己的好友─真理，希望藉著伊甸將最先進的醫療資源用在他身上。
口頭禪：「以眼還眼，以牙還牙，給予罪惡憤怒的葬送曲」
刻（Toki，聲：鈴村健一）
CØDE:BREAKER編號：04
擁有虹膜異色症的少年，寧寧音的弟弟，170cm，米黃色短髮，兩眼視力不同，紅色右眼為1.2，藍色左眼為8.0。是藤原總理的兒子及貴族學校閉成學院高中的學生。個性吊兒郎當且好色，愛抽菸，能一本正經地說謊。據說是伊甸真正的Joker。還未取回力量時汞（水银）可以说是他的最强武器。其實和寧寧音沒有血緣關係，出生時被父親把其中一隻眼和寧寧音交換，才創造出這種人造姊弟的關係。但他知道後卻亳不介意，並認為寧寧音永遠是他的姊姊。學園祭後從寧寧音處移植來的右眼被左眼同化而一同變成藍色。抽菸的原因是因為想得到父親認同，認為父親是最強而選擇抽父親同一牌子的香煙。
異能：
磁力: 但因為一出生時異能就過於強大，所以就被封印在潘朵拉的盒子中。以為自己本身沒有異能，姊姊寧寧音就分一半給他的。以磁力破壞金屬類，電子儀器等的探測，利用同性排斥將子彈、金屬等彈回。拿手技是用磁力操縱汞（水銀）來攻擊、防禦對手，絕招是把自己當成磁石射出大鐵球的磁擊砲，不過雖然威力強大但是會給手臂造成強力負擔所以只能用2次（一隻手用一次），但取回Joker力量後可無限使用。
異能喪失形態：小孩。（另外，不知為什麼，光是喝果汁就可以喝到醉）
口頭禪：「以眼還眼，以牙還牙，用正義的鐵鎚制裁罪惡」
加入原因：為了保護姊姊寧寧音
八王子泪（聲：齋賀光希）
CØDE:BREAKER編號：05
藍髮，右眼有顆淚痣，是個帥氣的女性CØDE:BREAKER，同時過去曾是前任的Re-CØDE的一員中引以為傲的鐵壁守護者，有「艷麗的守護神」之稱，但不知為何退出。目前居住在澀谷莊中，知道涉谷的真實身分，實質上是涉谷莊真正的老大，要是有人膽敢破壞澀谷莊會被她修理、誰敢違抗她也會遭到她的頭錘，另替涉谷莊訂立了值日表強迫每個人要遵守。不過雖然表面上是個暴君實際上卻是個善於照顧他人而且內向至極的人，一被稱讚就會失控、整個臉通紅並且用頭錘亂撞。喜歡釣魚，會將捉到的壞人作成人拓。兒時的夢想是“長大後要成為可愛的妻子”。
雖然是05但是實力卻是「CØDE:BREAKER」中數一數二的。過去身為Re-CØDE的一員的她，知道很多連平家等人都不知道的事情。私底下是樂團「8tears」的主唱。
冴親和泪的父母是hebrid的研究者，在研究過程中發現了要想打倒hybrid「影」的異能是有效的，而後父母為了能在接著發生的12月32日事故中保護異能者們，將被傳頌為過去最強「影的異能者」二人的遺傳基因組植入冴親和泪體內，形成二人獨有的「魔性」。後來全家被偽裝成意外暗殺掉（後來得知凶手為小神），但其實是影焰所殺害。原本以為只有自己倖存（其實是被「魔性」保護而倖存），後來被CØDE：EMOEROR告知她，弟弟仍在人世。但後來發現弟弟冴親竟成為了CØDE:NAME之一的「終焉宣告者」。
異能：
影子: 能夠操縱切影子抵擋一物理攻擊，並且可以將敵人的影子斬斷。最強戰鬥技「女帝的矛與盾」，影子如同有自我意識般，影子會自己行動纏繞在自己身上形成裝甲，還會自己攻擊並且吞噬敵人，不過因為這招力量太強大所以會有自身肉體也被吞噬的風險。
魔性:比「影」更深一層的力量，與負面心、正之心成正比，但正之心所增強的力量比負面心強，如負之心只能產生「影」，正之心卻可像太陽般令「影」更濃，最強戰鬥技「魔影散華」，幻化成多把鎌刀，瞬間將敵人分屍，其血宛如花辦般散落。
異能喪失形態：人魚。但平家說那是半魚人。
口頭禪：「以眼還眼，以牙還牙，用報應的遺影悼念邪惡！」。
加入原因：受搜尋者的命令加入CØDE:BREAKER以守護零，使他不重蹈搜尋者的命運
綽號：王子、泪泪王子（遊騎）、狂暴女（CØDE：EMOEROR）、酒槽人妖（小神）
大神零（Ogami Rei）
CODE:BREAKER編號：06
參見#大神 零
人見（Hitomi，聲：三木真一郎）
前CØDE:BREAKER，原CØDE:BREAKER編號：01，曾是最強的CØDE:BREAKER。
頸部上有逆十字的紋身的長髮男子。嗜好是睡覺，一天可以睡到十二個小時以上，特別喜歡在草地上午睡。不喜歡被時間束縛，身上從不攜帶手機與手錶。身上有草原的味道（櫻小路櫻所言）。個性聰明而溫柔，不管對人類或是CØDE:BREAKER都抱有很深的感情，為了不希望傷害到無辜的CØDE:BREAKER而請平家將危險的任務全都給他做。因為明白CODE BREAKER的任務大多非常危險，而且歷代很多CODE BREAKER都在少年時期為了任務和保護他人而死，卻在死後也無人知曉，就像不存在的人，無人知曉地消失於世界。在一次又一次的看著年輕的戰友孤獨悲慘的死去後，人見最終選擇了背叛伊甸。由於到達了『CØDE END』，而因電力死亡，死前交給了櫻小路 櫻一副鑰匙。過去曾經是大神的摯友。
曾經救助年幼時失去雙親的神田，在那時送了她一只有鳥刻印的手鍊。
異能:
電力: 以電力攻擊外，能用微電流刺激人腦，達到操縱他人、麻痺他人神經的效果，即使是屍體，也能通過電流刺激肌肉來操縱屍體，另外還能用高壓電流產生出連鐵都能融化的高熱。
異能喪失形態：陷入昏睡。
口頭禪：「以眼還眼，以牙還牙，用嚴正的閃電制裁罪惡！」。
退出原因：不希望CØDE:BREAKER們默默無名孤獨死去，而企圖讓人類們知道CØDE:BREAKER的存在，進而綁架身為「伊甸」高層的藤原總理。
藤原寧寧音（Fujiwara Nenene，聲：尤加奈）
目前唯一還存在的前CØDE:BREAKER，刻的姊姊，零及櫻的學校的學生會副會長。和刻一樣擁有虹膜異色症，但戴上了眼鏡而難以察覺，對小櫻的胸部情有獨鍾（一個叫小左一個叫小右）。過去為了保護刻被殺害，目前仍活著的原因不明，處於異能喪失的狀態，不知道刻是他弟弟。
在潘朵拉之盒開啟後，能力再度恢復，也是伊甸真正的JOKER之一。為CØDE:BREAKER時，沒有戴眼鏡，冷酷無情的殺人兵器才是她的本性，但卻仍然疼愛刻。
異能：
磁力: 刻的異能是她分一半給他的。但同時也將自身的生命分一半給他，因為異能等於是異能者的生命力。（但實際上是刻將異能分給了寧寧音）
異能喪失型態：返回童心
壬生紫苑
新任CØDE:BREAKER。
異能：
式紙
異能喪失形態: 青蛙

#### CØDE:Name
CØDE︰SEEKER
參見#Re-CØDE已退出。
CØDE︰Closer
隸屬伊甸的異能者，名字是「冴親（さえちか）」，貴族學校閉成學院高中的學生，青藍色的長髮，身邊帶一隻鸚鵡，是八王子淚失散多年的弟弟，為人殘忍輕蔑，體內的魔將是殺死寧寧音的真兇，因異能遭到稀有種大量吸取，而面臨到CØDE END的時候，被影焰藍以藍色火焰殺死，偷偷把有關於稀有種的弱點以及伊甸的機密檔案都藏在家裡的鋼琴的鍵盤裡。
異能:
影子: 和淚一樣力但比淚強大多倍，能把影子實體化為籠子、狼等。
滅卻: 名稱在168回出現，效果是讓一定範圍內的動物、植物、人類「死亡」，像大神那樣的異能者接觸到此異能雖然不會直接死去但也會陷入瀕死狀態，最後死亡，使用此異能有連使用者本身也跟著毀滅的風險存在。
異能喪失形態：龍人
CØDE︰Revenger
隸屬伊甸的異能者。據虹次所言，其本人一直偽裝成零和櫻的同學以監視二人。真實身份是「高津 青葉」，擁有驚人的身體能力。因為小時候看到大神燒毀她珍視的【企鵝之家】而痛恨大神零，後來在雷鬼眼鏡的話和大神的回憶了解了真相，並與大神和解。。
異能:
對物時變: 能將觸碰之物的時間，通過口頭數字返回到過去或者前進到未來，如果說60就可以回到過去或者前進到未來1分鐘
活殺穴法: 刺激穴位，能使自身或他人擁有強大戰鬥力
異能喪失形態：老婆婆
CØDE︰-
隸屬伊甸的異能者，名字是「時雨」，戴眼鏡的少年，左邊眉毛有條碼，和遊騎是舊識，可是又因為真理受傷的關係，與遊騎關係惡劣。曾加入Re-CØDE坐臥底，在搜尋者敗北後偷走潘朵拉的盒子，後來在日和快被天使吸收殆盡異能時出於身體本能而出手阻止了對方，反而讓自己的異能被吸收，最後被大神所救，卻因異能遭到稀有種大量吸取，導致永久變成異能喪失的形態。
異能：
灰塵: 能利用灰塵的擬態創造出虛擬世界，欺騙敵人。同時因為灰塵是燃燒殆盡的物質，無法用火燒，也俱備吸收聲音的特性。
巨神兵裝: 將身體部分巨大化，僅一擊就能粉碎一切。
異能喪失的形態：老鼠
CØDE︰-
隸屬伊甸的異能者，名字是「影焰」，戴著影丸的面具，從不說話只用紙條與人溝通，頭會像風車一樣轉動，與黑門寺曾知是同一人和大神過去有所糾葛，同時也是地獄皇帝系譜中的一人，實際上是藤原總理的內奸，在冴親面臨CØDE END的時候，用藍色地獄業火殺死冴親。「影焰」為黑門寺曾知的另一人格。
異能：
七之烈焰: 目前只知道可以使用藍色的煉獄業火、黑色的邊獄之火、雙色的冥府雙燈火3種火焰，曾短暫使用過虹色的爆炎地獄。
異能喪失的形態：鹿

#### 創世四傑
伊甸的創始者。由皇帝、平家、櫻子以及是土四人組成。每人均已有上百歲年齡，在12月32日後，各人從小神身上取走他四種上級火焰惡魔的一部分以保護他，並每人藏有一個「秘密」和一個「真實」。
平家將臣（Heike Masaomi）
四傑之一的「怪傑」，參見#CØDE:BREAKER
櫻小路櫻子（Sakurakoji Sakurako）
四傑之一的「女傑」，櫻小路 櫻的生母，人偶師。持有大神的第五之炎–銀白色的陰府怪火的鑰匙。外表年輕，但其實已過了一百歲，很愛吃御手洗團子，非常討厭皇帝。手拿的刀無法取人性命，卻能將異能者和稀有品種陷入某種喪失異能的狀態。
異能:
生命力: 可隨意把對方的生命力（異能）注入其體內令其回復力量，相對也可把對方的生命力（異能）抽走而令其異能喪失。也可把生命力注入死物如人偶，令其擁有生命。
CØDE：EMPEROR
四傑之一的「豪傑」，隸屬伊甸的異能者，七色火焰真正的主人。持有大神的第七之炎–藍色的煉獄業火的鑰匙。過去令地獄中七只惡魔被臣服並曾以藍色火焰將成千上萬的惡人燃燒殆盡，被所有人景仰與畏懼，站在所有異能者頂峰人稱「皇帝」。靈魂的碎片寄宿在移植到大神的左手裡，現在因為覺醒，以小火球的姿態現身（後以小孩子的模樣出現），即使如此仍然擁有壓倒性的力量可以在瞬間就將CØDE:BREAKER等人燒成灰燼。提醒大神，覺醒之後會有一大堆人來狙擊他。在12月32日後，自己把本體與「虛無化」一同封在潘朵拉的盒子內以作懲罰，當「虛無化」被再次釋放後，本體也一同比釋放，但已接近CØDE END。
在百年前和平家一起創立了守護異能者的自警組織「伊甸」，曾經為了保護弱小的異能者而在瞬間將數個師團燒成灰燼過，宿主喪失異能後拘束力會下降可以使用力量。
本性單純，閱讀貓丸漫畫感動到哭。對於瞧不起他的CØDE:BREAKER一心想找到弱點將之抹殺，特別是老愛踹他的八王子淚，卻又對她的歌聲深深著迷，已變成她的超級歌迷。
異能：
七色烈焰: 燃燒七宗罪的七種火焰，每種火焰都擁有不同的能力，目前以使用的有三種。
- 藍色的煉獄業火：藍色火焰。火焰型態是火焰魔人，使用時全身都會變化成藍色火焰把接觸到的東西全部燒成灰，另外可以燃燒精神還可以招換死者靈魂的地獄之火。
- 黑色的邊獄烈火：黑色火焰。火焰型態是帶著王冠的黑衣骷髏，使用時黑色火焰會纏繞在身上形成外衣，可以燃燒異能是專門對付異能者用的皇帝的護衛火焰。
- 雙色的冥府雙燈火：由靛藍色和橙黃色兩種顏色混合後的綠色火焰。火焰型態是燃燒著靛藍色和橙黃色的兩隻骷髏鳥，被他飛翔過的地方所有東西都會全部消失不留一點痕跡。

綽號：皇帝。
是土
四傑之一的「英傑」，同時也是6位Re-CØDE之一，Re-CØDE編號01。持有大神的第六之炎–虹色的爆炎地獄的鑰匙。與其餘三傑一樣，已活了超過一百年，為人好色，個性輕浮。曾經奪去雪比奈的「命」，並把它交給平家將臣，在12月32日慘劇後因為覺得自己也有責任而將已經死亡的貓耳男、酷美國佬、弗藍肯、雷鬼眼鏡變成不死之身的人，將色慾的阿斯蒙蒂斯的鑰匙交給了黑門寺曾知。
異能:
死: 將生物引誘至「死」，無法抗拒，也能將「命」具現化並且取出，使人變成不死之身。
異能喪失形態:活人。因为異能「死」的力量过于强大，正常时反而以尸体形态存在。

#### 關係者
藤原（Fujiwara，聲：中田讓治）
「伊甸」的高層，內閣總理大臣，刻和寧寧音的父親，過去用「潘朵拉的盒子」封印刻的異能，喜好說冷笑話外表和藹可親，實際上為人陰險，似乎企圖用「潘朵拉的盒子」做出不得了的事，被冴親稱為披著人皮的魔王。持有小神的手臂，起初不能使用異能，但後來透過「潘朵拉的盒子」的能力，從寧寧音體內吸收異能再轉化為能使用小神的七色烈焰。
異能：
七色烈焰: 七種火焰可同時使用。
神田（Kanda，聲：甲斐田裕子）
零及櫻的學校的導師，伊甸的一員，小時候曾被人見救過，負責輔佐大神的特工，稱呼大神為「我的主人」，最後為救遊騎而被虛無化。

##### 旗下成員
波波柏布
「伊甸」的守門員，人稱「冰結之波波柏布」為人殘冷，將異能者冰封作為「人柱」，並且吸收「人柱」的異能做為自己的異能，最後被雪比奈殺死。
異能:
冰

### Re-CØDE
「搜尋者」（聲：浪川大輔）
Re-CØDE的領導者，和大神容貌相似，髮色卻是白的，其實是因為喪失異能而呈現身體「時光倒流」的狀況，樣貌一直保持在數年前的模樣（一直保持在在涉谷莊修行時的外貌），之後打開潘朵拉盒子奪回異能，回復成現在該有的模樣。對抗「伊甸」的他其實是過去是隸屬於「伊甸」的超高異能者被稱作「CØDE-SEEKER」的人，不但有著強烈的正義感而且比任何人都要更重視生命，但是能力太過卓越的他因為追尋12月32日的真相而被「伊甸」視為潛在危險人物而遭抹殺，活下來的他就立誓要成為絕對的惡來進行復仇，擁有兩種異能的異能者。個體上幾乎可以說是無敵但在最後敗給藍色火焰而選擇自殺。
異能：
絕對空間：就像在操縱棋子一樣能對空間隨意填充、抽離、切斷、壓縮，空間填充可以達成自身瞬間移動的能力，空間抽離能強制對方進行瞬間移動，空間切斷可以把空間連帶著物品一同切斷，空間壓縮能夠將空間內的東西都壓扁。
細胞再生：能夠用極速的再生速度來治療傷口，再生速度甚至比覺醒後的藍色火焰消滅速度還快。
異能喪失型態：身體時光倒流，變年輕。
ZERD
6位Re-CØDE之一，Re-CØDE編號：01，詳見#創世四傑
雪比奈（Yukihina，聲：津田健次郎）
6位Re-CØDE之一，初代的CØDE:BREAKER，已活了過百年，褐色肌膚的青年，以前曾經和平家不眠不休的連續戰鬥三天三夜都沒分出勝負，最後兩人都失去異能才結束戰鬥。搜尋者死後加入淚的陣營，共同對抗#CØDE:NAME和守護零。
和平家有百年的糾葛，因為以前背叛了平家，而平家過去也將他的生命奪走，令他體溫一直是冰的也因此擁有不死之身，現在極度憎恨他。
異能：
水態: 能操控三種水態的異能，不論是固態的冰、液態的水、氣態的水蒸氣。曾用異能抵消過大神的火燄。［水蒸爆煙霞］，是一種瞬間把固態的冰變成氣態的水蒸氣的一種爆炸現象。
異能喪失形態：變成女性
虹次
6位Re-CØDE之一，Re-CØDE編號：03，已活了過百年，僅僅憑著一項「空氣」的異能就擁有可以和「#CØDE:NAME」抗衡，為人相當溫和，但其瘋狂的戰鬥方式使其獲得「破壞神」的稱號。是刻過去深信殺死寧寧音的兇手，所以刻一直要找他報仇，可卻因為能力的高低問題，兩次都被虹次打敗。後面刻得知犯人並不是虹次而是CØDE:Name的冴親，而當時若不是虹次出手妨礙，刻和寧寧音都將被殺，但怕得知真相的刻找冴親報仇，而冴親是淚的親生弟弟，從而會讓淚傷心之餘醞釀出新的仇恨來，而將真相隱藏心底，甘願當刻的複仇對象。
搜尋者死後加入淚的陣營，共同對抗#CØDE:NAME和守護零。對刻有著相當高的評價，認為刻還有隱藏的力量擅未覺醒。
知道櫻和零的一些過去。
異能:
空氣: 可隨控制空氣的異能，可引起強風和真空刃。
異能喪失形態：狼
八王子淚
過去曾是前任的Re-CØDE的一員中引以為傲的鐵壁守護者─麗豔的守護神，已退出。詳見#CØDE:BREAKER
日和（Hiyori）
6位Re-CØDE之一，擅長偽裝的女孩。過去曾被淚所救，因此無法諒解淚的背叛。目前和時雨一起行動，後來在和天使對抗時為了保護時雨而自願送死，但被遊騎救回。最後卻因異能遭到稀有種大量吸取，導致永久變成異能喪失的形態。
異能：
擁有把唾液化為爆炸性泡沫: 同時能操縱所有的膜，包括眼睛的眼角膜，從而剝奪對手視覺。
異能喪失形態：烏龜。
時雨（Shigune）
6位Re-CØDE之一，已退出，#CØDE:NAME的臥底。在搜尋者敗北後偷走潘朵拉的盒子。
參見#CØDE:Name
上杉 萌
6位Re-CØDE之一，小櫻和大神的同學，做為監視和聯絡員，目的是調查潛伏在學校內CØDE:Name的成員。與CØDE:Name的青葉是青梅竹馬，口頭禪是「嘶─」。
異能：
置換: 事先決定一件物體，然後和所碰到的物體進行交換

#### 其他成員
莉莉（Lily）
性感美女，其力量大得可以溶解或毒死任何生物，遠距離攻撃及近距離攻撃均可。敗北後被小櫻救下一命，後來被伊甸帶走。之後假裝回來報仇，其實是幫助大神他們進入伊甸。
異能：
分泌酸及嗎啡→臭氧
異能喪失型態：蝴蝶
綽號：呵呵丸（遊騎）
仙堂龍一
死在刻手上。
異能：
把肌膚化為鋼或移動色素來偽裝
仙堂 龍二
龍一的弟弟，死在八王子手上。
異能:
引火

### 殺手
春人
被僱來暗殺小櫻的殺手，是一位獨臂殺手，委託成功率為99.9%，在唯一一次的失敗中，遭遇大神自斷左臂來逃避藍色火焰。
曾為了殺大神再度出場。原本沒有異能卻變成擁有異能「變形」。
異能:
變形: 可以吸收眼睛見到的東西再改變物理形態，不過異能使用不當反而傷到自己。由於經驗不足，無法很好的控制異能輸出，反而造成了自身的重傷。
149
被僱來暗殺小櫻的殺手，卻敗在平家手上。

### 輝望高中

#### 學生會
澀谷（Shibuya，聲：飛田展男）
零及櫻的學校的學生會會長兼現任校長，「稀有品種」之一。知悉許多真相的謎樣人物，穿著貓丸的玩偶裝，過去為搜尋者和人見的師父，現在則是大神和刻的師傅，其實是櫻的親生父親，在多年前為了讓櫻脫離「稀有品種」的命運而將她託付給櫻小路家，在櫻被搜尋者抓走時為了救回櫻而做了某種約定，似乎是在一定時候必須站在搜尋者那方，因此在搜尋者前去奪走潘朵拉盒子時與大神展開打鬥，但後來大神得知櫻的真實身分與會長的苦衷。
綽號：冒牌貓丸（遊騎）、混蛋貓(刻和大神)
口頭禪：「的確」
藤原寧寧音（Fujiwara Nenene）
零及櫻的學校的學生會副會長，刻的姊姊。詳見#CØDE:BREAKER
平家 將臣（Heike Masiomi）
零及櫻的學校的學生會書記。詳見#CØDE:BREAKER

#### 一年B班
櫻小路櫻（Sakurakoji Sakura）
參見#主要角色
大神零（Ogami Rei）
參見#主要角色
神田（Kanda）
零及櫻的學校的導師，實為負責輔佐大神的特攻。另見#關係者
高津青葉（聲：仙台惠理）
小櫻和大神的同學，和上杉、前田為青梅竹馬，曾被人見以電力操控作為人質，第99話目睹到遊騎與大神戰鬥，一直隱藏身份的超高異能者－CØDE︰Revenger。另見#CØDE:Name
綽號：復仇者、波霸女（小神）
蕾（聲：諏訪彩花）
小櫻和大神的同學，曾被人見以電力操控作為人質，第99話目睹到遊騎與大神戰鬥。
紅葉（聲：儀武祐子）
小櫻和大神的同學，曾被人見以電力操控作為人質，第99話目睹到遊騎與大神戰鬥。
上杉萌（聲：川野剛稔）
小櫻和大神的同學，和青葉、前田為青梅竹馬，第99話目睹到遊騎與大神戰鬥，其實是6位Re-CØDE之一，知道青葉為復仇者一事。另見#Re-CØDE
綽號：大個子（小神）
俊也前田（聲：鄉本直也）
小櫻和大神的同學，和青葉、上杉為青梅竹馬曾，曾被人見以電力操控作為人質，第99話目睹到遊騎與大神戰鬥。
綽號：M形禿（小神）
島津
小櫻和大神的同學，曾被人見以電力操控作為人質，第99話目睹到遊騎與大神戰鬥。
武田（聲：桑畑裕輔）
小櫻和大神的同學，曾被人見以電力操控作為人質，第99話目睹到遊騎與大神戰鬥，輕音社吉他手。
沖田宗一（聲：小川慎太郎）
小櫻和大神的同學，曾被人見以電力操控作為人質，第99話目睹到遊騎與大神戰鬥，劍道社社員，有腹黑的一面。

#### 二年A班
黑門寺曾知
和「影炎」是同一人，在輝望祭【MISS輝望】人氣投票中莫名超過了櫻小路的2年A班美少女，長期躲在學校的小黑屋裡，常常衣衫不整。曾擁有色慾的阿斯蒙蒂斯的鑰匙。最後為保護小櫻而被「虛無化」。另見#CØDE:Name。
綽號：醬湯（小神）

### 稀有種
異能者的剋星，能夠將異能無效化並且吸取異能，有時會身體縮小。
櫻小路櫻
詳見#櫻小路櫻
澀谷（Shibuya）
詳見#學生會

### 天使
由便當君所帶領的珍種小組，被伊甸視為禁忌的存在，被稱為殺戮的“天使”。稀有品種的能力是一切異能的源頭，與異能者是對立的，是引發12月32日慘案的始作俑者之一。
多管閒事便當
小時候認識大神零跟櫻小路櫻，本名叫阿井上夫，喜歡吃便當，後在12月32日中，在親眼看到皇帝將與自己同類的珍種燃燒殆盡之後受到刺激而憎恨人類，殺害大量異能者，與要保護異能者的大神為敵，斬掉大神的胳膊。實際上仍然懷念著從前和櫻小路與大神等人在一起的日子。在運動會中引發「天使的制裁」。被籐原總理暗算受重傷，並用他的血打開潘朵拉的盒子。其後他在「虛無化」時用從「天使的制裁」中所得的人類生命作異能者血液代替品加上自己的血以阻止「虛無化」繼續，但最後卻失敗。
貓耳男
小時候認識大神零跟櫻小路櫻，被變為不死身時已死去，因此取回「命」後，肉體承受不了而溶解。
酷太保
小時候認識大神零跟櫻小路櫻，弱點在右手腕，被變為不死身時已死去，因此取回「命」後，肉體承受不了而溶解。
科學怪人
小時候認識大神零跟櫻小路櫻，弱點在額頭，被變為不死身時已死去，因此取回「命」後，肉體承受不了而溶解。
雷鬼眼鏡
小時候認識大神零跟櫻小路櫻，弱點在左胸口，被變為不死身時已死去，「天使的制裁」中放出犯人，引發大量的騷動，與大神一戰中，告知眾人大神殺死修女的原因，被大神以銀白色的陰府怪火冰封住。

### 其他
櫻小路剛德（Sakurakouji Goutoku，聲：辻谷耕史）
櫻的養父及由季的丈夫，很疼愛櫻。雖然有「關東的猛龍」的稱號，但是身體狀況卻很糟，動不動就吐血或流鼻血，鬼櫻組的組長，對大神有出於保護女兒的心態而產生的敵意，曾在情人節時送大神寫上「殺」字的捲軸，後來在白色情人節時大神回送了菊花。
櫻小路 由季（Sakurakouji Yuki，聲：冰上恭子）
櫻的養母及剛德的妻子，喜歡Cosplay。喝醉之後會發飆。
狗（聲：杉山大）
流浪漢養的狗，名字是小櫻取的，為了保護小櫻死去。
唯之一
機器女僕，有著吞噬異能的能力，似乎跟小櫻的過去有一定關連。
真理
遊騎和時雨的兒時友人，教會游騎使用摩斯密碼，為了救遊騎陷入昏迷。

## 用語
異能
某種異能者擁有的特殊能力，類型因人而異，但在力量使用過剩後會有24小時的能力喪失時間。若過度使用異能的話，異能最終將反噬使用者本身，直至死亡，稱為「CØDE END」。另外異能者會因為某些類型的櫻花香味醉倒。
CØDE END
指異能者若持續使用自身能力的話，異能便會反噬異能者本身。例如人見便被電能反噬死亡（同時代表大神會被藍色火焰吞噬成灰、刻會死在磁力、平家將會被光反噬致亡，依此類推）
CØDE：BREAKER
制裁法律無法制裁的罪惡，保護法律無法保護的人。由6位異能者組成。其編號1-6是依照能力高低排序，數字愈小代表其能力愈強。目前1號似乎是空位。
CØDE：Name
「伊甸」裡除了「CØDE:BREAKER」外還有其他異能者，並非是「CØDE:Number」而是各自擁有「CØDE:Name」的異能者，成員都具備較強的異能外，擁有的異能種類也不只一種而已，並且能夠控制身為異能之源的生命力因此可以抑制細胞的新陳代謝使外表的年齡不會改變，身分較「CØDE:BREAKER」高，被稱為超高異能者。搜索者就是過去隸屬伊甸的超高異能者，目前僅存四位。
伊甸（Eden）
管理CØDE:BREAKER和CØDE:Name的組織，全貌仍是謎。過去由CØDE：EMPEROR、平家將臣、樱小路的母親－樱小路 櫻子和ZERD共同創立，這四位被稱為伊甸的創世四傑。現在最高管理人是藤原總理。
Re-CØDE
「搜尋者」的直屬親衛隊，和CØDE:BREAKER對立的存在，同樣是由異能者組成。
稀有品種
不同於異能者，能夠將異能無效化並且吸取異能。不同於24小時的能力喪失時間，有時會身體縮小，每一個稀有種都有弱點。被伊甸稱為天使，目前已知的稀有品種有櫻小路 櫻、涉谷和便當君他們。
混血种
异能者和稀有品种所生的孩子，是禁忌的存在。异能者和稀有品种的血混一起会产生极大的破坏力。尤其地狱皇帝谱系和稀有品种的混血种是绝对禁忌的存在，如大神零。
人造种
伊甸人工创造的人，身上都有條碼，会根据能力和素质来判定等级，不够强的就会被消灭。游骑和时雨都是人造种中的成功品，但绝大多数人造种都在儿时被伊甸残忍的消灭，即使残存也會被伊甸視為没有存在意义的废物而已。
地獄皇帝譜系
皇帝一族。這一門年輕時的容貌都非常相似，但會隨著年齡增長容貌有所改變。一族中能操縱七種火焰的人少之又少，但就算不能操縱七種火焰，也是非常強大的異能者。目前已知屬於這一族的有大神 零、搜尋者和黑門寺 曾知及涉谷以外的歷任會長。
貓丸
本作中出現的貓型玩偶，是個充滿正義感的俠義角色，遊騎的最愛。另外還有影丸等角色。
潘朵拉的盒子
據說打開盒子的人就能成為傳說中領先遺傳因子代碼的最強異能者。搜尋者和刻的異能曾被封印在此，還能賦予非異能者的春人異能「變形」。
打開需要稀有品種的血。
珍鎮水
須要稀有品種的血才能製作，具有讓身體縮小的稀有品種恢復外，混入珍鎮水的建材具有封印異能的功能。
虛無化
異能者和稀有品種的血融合碰撞会产生巨大的力量，比如樱小路的一滴血和大神的一滴血相融会引发大爆炸。皇帝曾为了避免虛無化的發生決定将异能者和稀有品種分离，最後卻引发12月32日惨案。
輝望高等學校（きぼうこうこう）
大神零和櫻小路 櫻就讀的公立學校，由皇帝創立，目的是为了找到同志。過去都由皇帝地獄系譜一族擔任校長和會長，但目前校長和會長全都由澀谷一手包辦。其中，在部分校舍因為混入珍鎮水所以在建築物內是無法使用異能的。
過去作為異能者的養成學校。
辉望祭
辉望高中自创校来不曾中断的庆典，如今已经变为每年例行的文化祭。過去做為皇帝招收同志的目的而舉辦的儀式，从培养的强大又聪明的学生(异能者)中，在某个仪式中满足条件將会成为同志，而那个仪式就是‘辉望祭’的由來。为了保护树敌众多的地獄皇帝系譜一族，那七个能与七只恶魔对抗的人们，將被给予强大的力量。
閑成學院高中
刻和冴親就讀的明星高中。入學考超難考但進入東大的升學率卻是全日本第一。
12月32日
指的是過去發生的異能者和稀有品種大量死亡事件。
在“虛無化”能力被發現後，皇帝决定将異能者和稀有品種隔離，遭到反對後，皇帝決定将大量稀有品種燃燒殆盡。目擊一切的大神、樱小路和便當君。身为稀有品種的便当君杀害大量异能者，为保护异能者的大神与便当君对立，結果卻是讓小樱亲眼看见同为稀有品種的便当君杀了大神并夺取了大神的手臂后，以一人之力抹消的当场的所有力量，将足以毁灭世界的虚无力量封印在盒子中（也就是后来的潘多拉的盒子），结束了12月32日惨案。
惨案之後，小櫻和大神的記憶部分喪失。大神本身的能力被伊甸四杰夺走并封印，被皇帝左手臂复活後跟随搜寻者；樱小路一家三人分离，樱被櫻子的遠親樱小路夫妇收養，雖过着正常人的生活，卻有著无法容忍杀人、即便恶人的性命也会拼命保护的心伤；伊甸为了防止惨剧再次发生而要抹消稀有品種的存在，珍种与异能者从此对立，搜尋者因為想知道真相而被暗殺，脫離伊甸。
澀谷莊
原為CØDE:BREAKER的養成所，因為某事件後停用，被澀谷改建為宿舍，過去搜尋者和人見都曾居住在此。

## 出版書籍
| 集數 | 講談社         | 講談社                                                  | 東立出版社     | 東立出版社             |
| 集數 | 發售日期       | ISBN                                                    | 發售日期       | ISBN                   |
| ---- | -------------- | ------------------------------------------------------- | -------------- | ---------------------- |
| 1    | 2008年10月17日 | ISBN 978-4-06-384056-8                                  | 2009年6月29日  | ISBN 978-986-10-3887-2 |
| 2    | 2008年12月17日 | ISBN 978-4-06-384081-0                                  | 2009年8月11日  | ISBN 978-986-10-3888-9 |
| 3    | 2009年2月17日  | ISBN 978-4-06-384103-9                                  | 2009年9月11日  | ISBN 978-986-10-3889-6 |
| 4    | 2009年4月17日  | ISBN 978-4-06-384128-2                                  | 2009年10月26日 | ISBN 978-986-10-3890-2 |
| 5    | 2009年6月17日  | ISBN 978-4-06-384150-3                                  | 2010年4月1日   | ISBN 978-986-10-3969-5 |
| 6    | 2009年8月17日  | ISBN 978-4-06-384175-6                                  | 2010年7月30日  | ISBN 978-986-10-4342-5 |
| 7    | 2009年10月16日 | ISBN 978-4-06-384196-1                                  | 2010年8月31日  | ISBN 978-986-10-4665-5 |
| 8    | 2009年12月17日 | ISBN 978-4-06-384224-1                                  | 2010年12月7日  | ISBN 978-986-10-5020-1 |
| 9    | 2010年2月17日  | ISBN 978-4-06-384249-4                                  | 2011年1月4日   | ISBN 978-986-10-5354-7 |
| 10   | 2010年5月17日  | ISBN 978-4-06-384301-9                                  | 2011年2月12日  | ISBN 978-986-10-5776-7 |
| 11   | 2010年7月16日  | ISBN 978-4-06-384330-9                                  | 2011年3月16日  | ISBN 978-986-10-6120-7 |
| 12   | 2010年10月15日 | ISBN 978-4-06-384382-8                                  | 2011年4月25日  | ISBN 978-986-10-6595-3 |
| 13   | 2010年12月17日 | ISBN 978-4-06-384419-1                                  | 2011年5月26日  | ISBN 978-986-10-6983-8 |
| 14   | 2011年3月17日  | ISBN 978-4-06-384446-7                                  | 2011年6月30日  | ISBN 978-986-10-7421-4 |
| 15   | 2011年6月17日  | ISBN 978-4-06-384489-4                                  | 2011年10月3日  | ISBN 978-986-10-8045-1 |
| 16   | 2011年10月17日 | ISBN 978-4-06-384535-8                                  | 2012年1月16日  | ISBN 978-986-10-8895-2 |
| 17   | 2012年1月17日  | ISBN 978-4-06-384599-0                                  | 2012年4月20日  | ISBN 978-986-10-9344-4 |
| 18   | 2012年4月17日  | ISBN 978-4-06-384656-0                                  | 2012年8月6日   | ISBN 978-986-10-9982-8 |
| 19   | 2012年7月17日  | ISBN 978-4-06-384707-9                                  | 2012年10月19日 | ISBN 978-986-317-495-0 |
| 20   | 2012年9月14日  | ISBN 978-4-06-384736-9                                  | 2012年12月7日  | ISBN 978-986-317-931-3 |
| 21   | 2012年10月17日 | ISBN 978-4-06-384750-5                                  | 2013年1月15日  | ISBN 978-986-324-116-4 |
| 22   | 2012年12月17日 | ISBN 978-4-06-384783-3 ISBN 978-4-06-358409-7（限定版） | 2013年2月28日  | ISBN 978-986-324-555-1 |
| 23   | 2013年2月15日  | ISBN 978-4-06-384813-7 ISBN 978-4-06-358410-3（限定版） | 2013年4月8日   | ISBN 978-986-332-066-1 |
| 24   | 2013年4月17日  | ISBN 978-4-06-384846-5 ISBN 978-4-06-358411-0（限定版） | 2013年6月21日  | ISBN 978-986-332-442-3 |
| 25   | 2013年7月17日  | ISBN 978-4-06-384877-9                                  | 2013年9月25日  | ISBN 978-986-337-047-5 |
| 26   | 2013年9月17日  | ISBN 978-4-06-394927-8                                  | 2013年12月2日  | ISBN 978-986-337-423-7 |

## 電視動畫
2012年10月6日開始播出。

### 製作人員
- 監督、系列構成：入江泰浩
- 副監督：迫井政行
- 角色設計、總作畫監督：秋谷有紀惠
- 場景設計、美術作畫監督：菱沼由典
- 美術監督：西俊樹
- 色彩設計：岩澤れい子
- 編集：定松剛
- 攝影監督：出水田和人
- CG製作：井野元英二
- 音響監督：若林和弘
- 音響效果：石野貴久（SOUND RING）
- 音樂：服部隆之
- 音樂製作：Lantis
- 動畫製作：KINEMA CITRUS
- 製作：CODE:BREAKER製作委員會（Bandai Visual、Kinema Citrus、講談社、武士道、Lantis、Memory Tech）

### 主題曲
片頭曲「DARK SHAME」
作詞：谷山紀章，作曲、編曲：飯塚昌明，歌：GRANRODEO
片尾曲
作詞、歌：鈴村健一，作曲、編曲：渡邊拓也
OAD片尾曲
作詞：上条明峰，作曲、編曲：服部隆之，歌：伊藤加奈惠

### 各話列表
| 話數   | 日文標題 | 中文標題                   | 分鏡                | 演出       | 作畫監督                      |
| ------ | -------- | -------------------------- | ------------------- | ---------- | ----------------------------- |
| 第1話  |          | 大神的審判                 | 入江泰浩            | 迫井政行   | 諸貫哲朗、服部聰志 、野崎敦子 |
| 第2話  |          | 燃燒綻放的藍色螺旋花朵     | 小島正幸            |            | 松尾亞希子                    |
| 第3話  |          | 憤怒的勇氣、烙印的鐵鎚     | 小美野雅彥 入江泰浩 | 小美野雅彥 | 諸貫哲朗                      |
| 第4話  |          | 揭戰之聲                   | 迫井政行            | 迫井政行   | 水樹乃乃                      |
| 第5話  |          | 渴望的饗宴                 | 小島正幸            |            | 越後光嵩 田畑昭               |
| 第6話  |          | Lost One                   | 坂上一郎            | 菊田幸一   | 松尾亞希子                    |
| 第7話  |          | 櫻，在光之中               | 小美野雅彥          | 小美野雅彥 | 土屋友次、諸貫哲朗            |
| 第8話  |          | 王與兵、子與家             | 小島正幸            | 熨斗谷充孝 | 竹內由香里                    |
| 第9話  |          | 停止的時間                 | 迫井政行            | 迫井政行   |                               |
| 第10話 |          | 人所見的世界               | 入江泰浩            |            | 松尾亞希子                    |
| 第11話 |          | 5萬名人質                  | 迫井政行            | 池畠博史   | 土屋友次 中島美子             |
| 第12話 |          | 魔王、神與人、一旁守護的櫻 | 入江泰浩            | 迫井政行   | 野崎麗子                      |
| 最終話 |          | 神與綻放的花朵             | 入江泰浩            | 入江泰浩   | 野崎麗子、松尾亞希子          |

### 播放電視台
| 播放地域   | 播放電視台  | 播放期間                       | 播放時間             | 放送系列       | 備註                           |
| ---------- | ----------- | ------------------------------ | -------------------- | -------------- | ------------------------------ |
| 近畿廣域圏 | 每日放送    | 2012年10月6日 - 12月22日       | 星期六 26:58 - 27:28 | TBS系列        | 企劃協力 『Anime Shower』第3部 |
| 東京都     | TOKYO MX    | 2012年10月7日 - 12月30日       | 星期日 22:30 - 23:00 | 獨立局         |                                |
| 福岡縣     | TVQ九州放送 | 2012年10月7日 - 12月30日       | 星期日 26:30 - 27:00 | 東京電視台系列 |                                |
| 愛知縣     | 愛知電視台  | 2012年10月8日 - 12月26日       | 星期一 25:35 - 26:05 | 東京電視台系列 |                                |
| 日本全域   | BS11        | 2012年10月9日 - 2013年1月1日   | 星期二 24:00 - 24:30 | BS放送         | 『ANIME+』頻道                 |
| 日本全域   | All Stream  | 2012年10月9日 - 2013年1月1日   | 星期二 24:00 - 24:30 | 網路配信       |                                |
| 日本全域   | 萬代頻道    | 2012年10月10日 - 2013年1月2日  | 星期三 12:00 更新    | 網路配信       | 無料配信（第1話）              |
| 日本全域   | 萬代頻道    | 2012年10月10日 - 2013年1月2日  | 星期三 12:00 更新    | 網路配信       | 有料会員限定 2週間先行無料     |
| 日本全域   | 萬代頻道    | 2012年10月24日 - 2013年1月16日 | 星期三 12:00 更新    | 網路配信       | [ 29 ]                         |
| 日本全域   | 萬代頻道    | 2012年10月31日 - 2013年1月23日 | 星期三 12:00 更新    | 網路配信       | [ 30 ]                         |
| 日本全域   | ANIMAX      | 2012年11月6日 - 2013年2月5日   | 星期二 22:00 - 22:30 | BS/CS放送      | 重播                           |
| 日本全域   | AT-X        | 2015年1月16日 -                | 星期五 21:00 - 21:30 | CS放送         | 重播                           |

### Blu-ray Disc / DVD
| 卷數 | 發售日         | 收錄話數        | 規格編號  | 規格編號  | 特典                                                                                | 特典                                                     |
| 卷數 | 發售日         | 收錄話數        | BD        | DVD       | 封入特典                                                                            | 映像特典                                                 |
| ---- | -------------- | --------------- | --------- | --------- | ----------------------------------------------------------------------------------- | -------------------------------------------------------- |
| 1    | 2012年12月21日 | 第1話           | BCXA-0621 | BCBA-4443 | ドラマCD（「ホストクラブ・ビターバレー」、「クイズ大会と縄地獄」） 、ライナーノート | 劇伴レコーディング、主題歌のメイキング、PV「悪には悪を」 |
| 2    | 2013年1月29日  | 第2話 - 第3話   | BCXA-0622 | BCBA-4444 | ラジオCD（「にはらじ出張版 01」） 、ライナーノート                                  | デジタルギャラリー、PV「桜」                             |
| 3    | 2013年2月22日  | 第4話 - 第5話   | BCXA-0623 | BCBA-4445 | ドラマCD（「渋谷荘連続殺人事件」、「神田ちゃんの不運な休日」）                      | デジタルギャラリー、PV「悪には正義の鉄鎚を」             |
| 4    | 2013年3月22日  | 第6話 - 第7話   | BCXA-0624 | BCBA-4446 | TBA                                                                                 | デジタルギャラリー、PV「悪には怒りの葬送曲を」           |
| 5    | 2013年4月24日  | 第8話 - 第9話   | BCXA-0625 | BCBA-4447 | ドラマCD（「壷振り王子」、「城プラモマニア大神」）                                  | デジタルギャラリー、PV「死者には永遠の眠りを」           |
| 6    | 2013年5月28日  | 第10話 - 第11話 | BCXA-0626 | BCBA-4448 | にはらじ出張版 03                                                                   |                                                          |
| 7    | 2013年6月21日  | 第12話 - 第13話 | BCXA-0627 | BCBA-4449 |                                                                                     |                                                          |

## OAD
第22卷~第24卷限定版同捆OVA三集。OVA1同捆22卷於2012年12月17日發售，OVA2同捆23卷於2013年2月15日發售，OVA3同捆24卷於2013年4月17日發售。製作團隊和電視動畫一樣。
各話列表（OVA）
| 收錄卷 | 話數              | 日文標題 | 劇本     | 分鏡     | 演出       | 作畫監督          | 發售日         |
| ------ | ----------------- | --- | -------- | -------- | ---------- | ----------------- | -------------- |
| 第22卷 | code:extra1       | チョコチョコ大作戦 | 入江泰浩 | 小島正幸 | 菱川直樹   | 田畑昭 窪敬       | 2012年12月17日 |
| 第22卷 | code:extra2       | マシュマロ大作戦 | 入江泰浩 | 小島正幸 | 菱川直樹   | 田畑昭 窪敬       | 2012年12月17日 |
| 第22卷 | code:extra3       | electric bird | 入江泰浩 | 小島正幸 | 菱川直樹   | 田畑昭 窪敬       | 2012年12月17日 |
| 第22卷 | code:Plus1        | にゃんまる劇場 | 入江泰浩 | 入江泰浩 | 菱川直樹   | 窪敬              | 2012年12月17日 |
| 第23卷 | code:100          | ロストサマー | 入江泰浩 | 迫井政行 | 熨斗谷充孝 | 竹内由香里        | 2013年2月15日  |
| 第23卷 | code:extra HANAMI | 桜の木の下で | 入江泰浩 | 迫井政行 | 熨斗谷充孝 | 竹内由香里        | 2013年2月15日  |
| 第23卷 | code:Plus2        | 続・にゃんまる劇場 | 入江泰浩 | 入江泰浩 | 熨斗谷充孝 | 竹内由香里        | 2013年2月15日  |
| 第23卷 | code:Excellent    | 平家将臣・官能小説劇場 | 入江泰浩 | 迫井政行 | 熨斗谷充孝 | 竹内由香里        | 2013年2月15日  |
| 第24卷 | -                 | - 桜の青い炎 第一章 異能篇 - 桜の磁力 - 平家先輩の異能 - ロスト願望 第二章 激闘篇! - 学校にて - 本当の飼い主 - 史上最大の決戦 - 続・史上最大の決戦 - ネイティブ平家 - 平家先輩の愛読書 - かえり道 第三章 渋谷荘冬物語篇 - 大神雪だるま - オレ様が一番! - 王子様にアリガトウ - クリスマス巨編!第1弾! - クリスマス巨編!第2弾! - クリスマス巨編!第3弾! - クリスマス巨編!第4弾! - クリスマス巨編!第5弾! | 入江泰浩 | 数井浩子 | 菱川直樹   | 竹内由香里 田畑昭 | 2013年4月17日  |

### 播放電視台
日本深夜動畫：下文記載的日本国内播放時間使用日本標準時間（UTC+9）表示。因為部分時間标识會採用30小时制，因此請留意这类超过24:00的时间，其實際播放時間為翌日清晨。
| 播放地區   | 播放電視台  | 播放日期                     | 播放時間（UTC+9）          | 所屬聯播網 | 備註              |
| ---------- | ----------- | ---------------------------- | -------------------------- | ---------- | ----------------- |
| 近畿廣域圈 | 每日放送    | 2012年10月6日 - 12月22日     | 星期六 26時58分 - 27時28分 | 日本新聞網 | Anime Shower第3部 |
| 東京都     | TOKYO MX    | 2012年10月7日 - 12月23日     | 星期日 22時30分 - 23時00分 | 独立UHF局  |                   |
| 福岡縣     | TVQ九州放送 | 2012年10月7日 - 12月23日     | 星期日 26時30分 - 27時00分 | 東京電視網 |                   |
| 愛知縣     | 愛知電視台  | 2012年10月8日 - 12月24日     | 星期一 25時35分 - 26時05分 | 東京電視網 |                   |
| 日本全國   | BS11        | 2012年10月9日 - 12月25日     | 星期二 24時00分 - 24時30分 | 衛星電視   | ANIME+節目        |
| 日本全國   | ANIMAX      | 2012年11月6日 - 2013年2月5日 | 星期二 22時00分 - 22時30分 | 衛星電視   | 有重播            |

## 外部連結
- 官方網頁（页面存档备份，存于）（日語）
- 講談社 - CØDE:BREAKER（日語）
- CØDE:BREAKER TV動畫官方網站（页面存档备份，存于）（日語）
- CØDE:BREAKER 臺灣群英社官網（页面存档备份，存于）